# Snoldelevstenen
Snoldelev-stenen er en runesten, fundet i Snoldelev i 1770'erne. Under sløjfning af høj stødte man på en stor sten med indridsninger. Stenen er dateret til 700-800 e.kr., hvilket er omkring overgangen fra jernalderen til vikingetiden.
Den er godt bevaret: kun én rune kan ikke kan læses på grund af afskalning.
I nærheden er udgravet en plads med grave fra yngre germansk jernalder og vikingetid.
Stenen fik i 1930'erne og -40'erne særlig opmærksomhed fra DNSAP, fordi partiet benyttede stenen til at plædere for, at hagekorset var et gammelt dansk symbol. Partiet lod en kopi af stenen opstille ved sit hovedkontor.

## Indskrift
| Translitteration | kun:uAltstAin : sunaR ruHalts : þulaR : ? salHauku(M)         |
| Transskription   | Gunnvalds stæinn, sonaR Hrōalds, þulaR ā Salhaugum            |
| Oversættelse     | Gunvalds sten, søn af Roald, thul i Salløv (egl. på Salhøje). |